# Sabine Stoewahse
Sabine Stoewahse (verheiratete Sabine Schlüter) (* 14. April 1961 in Bremen) ist eine ehemalige deutsche Basketballspielerin.

## Laufbahn
Stoewahse nahm im August 1978 mit der bundesdeutschen Auswahl an der Kadettinneneuropameisterschaft in Spanien teil und war im Turnierverlauf mit 9,6 Punkten pro Begegnung beste Korbschützin der Deutschen. Im Juni 1979 bestritt sie ihr erstes A-Länderspiel für die Bundesrepublik, ihren letzten Länderspieleinsatz hatte sie im September 1983 bei der Europameisterschaft in Ungarn. Stoewahse kam auf insgesamt 59 A-Länderspiele, sie war Teilnehmerin der EM-Endrunden 1981 und 1983.
Auf Vereinsebene spielte sie in Bremerhaven und in den 1980er Jahren mit der BG Dorsten in der Bundesliga. Sie war beruflich zunächst als Bankkauffrau tätig, ehe sie eine Laufbahn als Lehrerin einschlug. Ihre 1984 vorgelegte Diplomarbeit trägt den Titel „Entwicklung des Basketballspiels in der Bundesrepublik Deutschland“. Sie war Grundschullehrerin und Konrektorin an der Bühl-Grundschule in Dornstadt (bei Ulm), im Sommer 2015 trat sie das Amt der Schulleiterin der Grundschule Illerkirchberg an.